# Jane Badler
Jane Badler (Brooklyn, Nova York, 31 de desembre de 1953) és una actriu estatunidenca principalment coneguda pel seu paper de líder alienígena Diana a la sèrie dels anys vuitanta V, Invasió extraterrestre.
Va estudiar al Central High School a Manchester (Nou Hampshire) i va competir el 1973 pel títol de Miss Amèrica. Va ser molt coneguda per la interpretació d'aquest paper de Diana, la líder extraterrestre a la sèrie de 1983 a la NBC, V, Invasió extraterrestre i la seva seqüela de 1984, V: La Batalla Final. També va aparèixer a la versió de V el 2011, novament com una alienígena anomenada Diana, mare de la líder extraterrestre Anna.
També és coneguda per encarnar l'agent Shannon Redd a la sèrie Mission: Impossible, de finals dels anys vuitanta.
En els últims anys, Badler també s'ha convertit en una cantant establerta a club musical a Austràlia, on ara viu, i ha publicat tres àlbums.